# 鳥人計画
『鳥人計画』（ちょうじんけいかく）は、東野圭吾の推理小説。1989年5月に新潮社のレーベルである「新潮ミステリー倶楽部」の収録作として、書下ろしで刊行された。のち1994年7月に新潮文庫版が、2003年8月に角川文庫版が刊行された。

## あらすじ
和製ニッカネンとの異名を取った天才ジャンパーが毒殺された。不振が続く日本ジャンプ界にあって、彼、楡井明だけは世界の頂点をも窺える強さを持っていた。そんな彼がなぜ―。
捜査は難航を極めたが、1通の「密告状」から活路を見出す。そして警察は、この上もなく「意外な」人物を逮捕した。周囲は驚きの色を隠せない。容疑者が、被害者の死で最も大きな痛手を受ける筈の人間、楡井の専属コーチである峰岸だったからだ。完全犯罪を確信していた峰岸自身もまた、この予想外の展開に動揺を禁じ得ない。
捜査陣は、峰岸が黙して語らない「動機」の追求に、峰岸は、「密告者」の探索に全力を傾けるが、その行き先には更なる驚愕の真実が待っていた。

## 登場人物
峰岸貞男
ジャンプ競技のコーチ・原工業勤務
楡井明
和製ニッカネンの異名を取る天才ジャンパー・原工業労務課勤務
杉江夕子
幌南スポーツセンター勤務・楡井明の恋人
三好靖之
全日本チームの総監督
杉江泰介
日星自動車スキー部監督・杉江夕子の父親
杉江翔
ジャンパー・日星自動車スキー部所属・杉江泰介の息子
深町和雄
元ジャンパー・日星自動車勤務
島野悟郎
故人・元ジャンパー・元日星自動車従業員
沢村亮太
ジャンパー・氷室興産スキー部所属
佐久間公一
札幌西警察署刑事課捜査一係刑事

## 書籍情報
- 単行本：1989年5月、新潮社、ISBN 4-10-602710-0
- 文庫本：1994年7月28日発売[1]、新潮文庫、ISBN 978-4-10-139521-0
- 文庫本：2003年8月23日発売[2]、角川文庫、ISBN 978-4-04-371801-6